# Перша війна за незалежність Шотландії
Перша війна за незалежність Шотландії тривала із вторгнення Англійських військ у 1296 до відновлення de jure шотландської незалежності після підписання угоди в Единбурзі-Нортгемптоні у 1328 році. De facto Королівство Шотландія здобуло незалежність 1314 року після битви піри Беннокберні.

## Ендрю Моррей та Вільям Воллес

### Сходження
Усім Королівством Шотландія відбувались заворушення, проводились акти непокори, спрямовані проти англійської знаті. 1297 року країну охопило відкрите повстання, яке очолили Ендрю де Морей та Вільям Воллес.
Ендрю де Морей був сином крупного землевласника, сера Андрю де Морей з Петті. Ендрю з його батьком було взято в полон під час битви під Данбаром у квітні 1296 року. Ендрю молодшого було ув'язнено у замку Честер на англо-валлійському кордоні, проте він утік звідти взимку 1296-97 років. Він повернувся до замку свого батька, де підійняв свій стяг на підтримку короля Джона Балліоля. Морей швидко зібрав групу однодумців та патріотів, й використовуючи тактику партизанської боротьби, почав атакувати англійські гарнізони в замках. Згодом вся провінція Морей повстала проти чиновників короля Едуарда I. Після цього де Морей визволив свого батька та спрямував свої сили на північний схід Королівства Шотландія.
Воллес набув відомості у травні 1297 року, коли він убив Вільяма Хасельріга, англійського шерифа міста Ланарк, та воїнів його гарнізону за допомоги Джона Грехема. Коли новина про дії Воллеса поширилась країною, більшість шотландців встали на його бік. Це повстання підтримав Роберт Вішар, єпископ Глазго, який відверто жадав поразки англійців. Після благословення Вішара на бік Воллеса перейшло багато дворян, які до цього вважали дії останнього незаконними.
На початку червня Воллес, на прохання єпископа Глазго, запланував звільнення Сконе від присутності англійців, насамперед проти юстиціарія Вільяма Ормсбері, який застосовував до шотландців жорстокі англійські закони. Проте, Ормсбері був попереджений про неминучий напад Воллеса і встиг втекти з міста.
Дізнавшись про успіхи де Морея та Воллеса, Едуард I, хоч і був зайнятий у Франції, відрядив до Королівства Шотландія піхоту й кінні загони під проводом Генрі Персі та Роберта Кліффорда розв'язати «шотландську проблему». Після отримання звістки про те, що Вільям Дуглас перейшов на бік повстанців, Едуард наказав Роберту Брюсу, графу Каррік, атакувати замок Дугласів у Ланаркширі. Проте Брюс вирішив приєднатись до власного народу й не підкорився волі Едуарда.
Брюс усвідомлював, що може втратити все, повернувши проти Едуарда I. До загонів Роберта Брюса приєднались Стюарт і Вільям Дугласи, проте вони не мали ані вмінь, ані досвіду ведення бойових дій. Перші суперечки спалахнули в таборі, коли англійські та шотландські війська зустрілись у липні 1297 року поблизу Ірвіна. Більшість шотландських лордів були невдоволені тим, що командування узяв на себе Брюс, оскільки він був нижчим за рангом, ніж деякі з дворян. Тому Воллесу довелось відсупати на північ країни, уникаючи битв. Персі та Кліффорд вирішили, що проблему усунуто та відійшли на південь

### Стерлінгський міст і подальші події
11 вересня 1297 року сили шотландців під командуванням де Морея та Воллеса зустріли англійські королівські війська під проводом Джона де Варенна, графа Суррей поблизу Стерлінгського мосту. Англійська кавалерія виявилась неефективною у болотяній та замуленій місцевості, через що багато англійських вершників загинуло у цій битві. Шотландці зазнали відносно невеликих втрат, та, разом з тим, у битві було вбито Ендрю де Морея, що стало тяжким ударом для шотландців. Перемога на Стерлінгському мості стала першим ключовим здобутком шотландців у війні.
Невдовзі Воллес повів війська на англійську територію. Шотландська армія перетнула Нортумберленд й переслідувала англійські війська, що у безладі відступали на південь. Упродовж цієї кампанії шотландці спустошили 700 сіл, перш ніж Воллес повернув свою армію назад. Після цього шотландці повернулись додому із багатою здобиччю. Після цього Воллес досягнув піку своєї могутності й авторитету.
У березні 1298 року Воллеса було посвячено в лицарі та призначено Хранителем королівства Шотландія від імені короля Джона Балліоля. Хоча після битви на Стерлінгському мості Воллеса підтримала більшість шотландських аристократів, він мало вірив у їхню підтримку і розпочав скасовувати систему феодального васалітету, замінивши її на нову систему, коли знать складала присягу на вірність Королівству Шотландія, а не окремому сюзеренові.
У січні 1298 року Філіп IV уклав з Едуардом І перемир'я, залишивши, таким чином, своїх шотландських союзників наодинці з англійцями. Едуард повернувся до Королівства Англія з французької кампанії у березні і скликав нову армію. Він перемістив уряд в Йорк і 3 липня вторгся до Королівства Шотландія, маючи намір розбити Воллеса й усіх прихильників незалежності Шотландії. 22 липня армія Едуарда атакувала невеликі сили Воллеса поблизу Фолкерка. Англійці мали технологічну перевагу — довгі луки, що вражали цілі на визначній відстані. У битві під Фолкерком було вбито багато шотландців, хоча точне число джерела не називають. Хоча Едуарду й не вдалось підкорити Шотландію цілком, військову репутацію Воллеса було знищено. У грудні того ж року він склав свої повноваження.

### Після Фолкерка
У 1299 році дипломатичний тиск з боку Франції та Риму змусив Едуарда звільнити шотландських полонених. Папа римський також засудив вторгнення англійців до Королівства Шотландія. У своїй буллі папа наказав англійському королю припинити свої атаки й розпочати перемовини з шотландцями. Тим не менше, Едуард проігнорував буллу.
Вільяма Воллеса було відряджено до Європи, щоб спробувати отримати підтримку від європейських правителів. Воллес поїхав до Франції, де проводив перемовини з Філіпом IV, та, ймовірно, до Риму. Між тим шотландці відбили замок Стерлінг.
У травні 1300 року Едуард I розпочав кампанію в Аннандейлі та Гелловеї. Після успіху англійського війська під Фолкерком Едуард жадав повного та постійного контролю над Шотландією. Для цього слід було продовжувати експансію вглиб країни, усуваючи останні осередки опозиції. Англійці узяли під свій контроль замок Карларвок, проте, окрім невеликих сутичок, активних бойових дій на території Королівства Шотландія не було. У серпні папа надіслав Едуарду листа з вимогою залишити Королівство Шотландія. Зважаючи на відсутність успіхів у проведенні кампанії, Едуард уклав перемир'я з шотландцями і 30 жовтня повернувся до Королівства Англія.
Того самого року Роберт Брюс пішов у відставку з посту регента, а його замінив Інгрем де Амфравіль. У травні 1301 року де Амфравіль, Джон Комін та Вільям Лембертон також залишили пости співправителів (регентів), а їм на зміну прийшов Джон де Соліс як єдиний регент. Соліса було обрано як альтернативу між Брюсом і Коміном, він також був патріотом і доклав максимум зусиль задля повернення Джона Балліоля на шотландський трон.
У липні 1301 року Едуард розпочав свою шосту кампанію у Королівстві Шотландія, прагнучи завоювати країну двома арміями, однією з яких командував син короля Едуард, принц Уельський, другу армію очолив сам Едуард. Принц мав захопити південний захід країни. Проте, у той час, коли принц обережно йшов узбережжям Солвей, шотландці на початку вересня захопили Лохмейбен й почали погрожувати військам короля Едуарда, не випускаючи при цьому з поля зору принца Уельського. Взимку Едуард зустрівся зі своїм сином у містечку Лінлітгоу, практично не спричинивши незручностей військам шотландців. Тому у січні 1302 року Едуард уклав з шотландцями дев'ятимісячне перемир'я.
Приблизно у той самий час Едуард I почав підтримувати Роберта Брюса у його претензіях на шотландський престол. Він був найвигіднішою кандидатурою для англійського короля. Крім того, почали поширюватись чутки про те, що Балліоль збирається повернутись до країни з французькою армією, щоб силою повернути собі трон. Для Брюса це б означало крах надій будь-коли посісти на троні. У цей час Едуарду вдалось упевнити шотландських дворян, а також європейських володарів у тому, що він прийшов як друг, а не як ворог.
Серйозну загрозу для Королівства Шотландія міг скласти розрив союзу з Францією та, як наслідок, з папою римським. Французький король був надто заклопотаний проблемами всередині власного королівства, щоб перейматись долею шотландців. Він також пішов на конфронтацію з папою, чия підтримка також мала величезне значення для Королівства Шотландія. Здавалось, що Філіп на тлі таких труднощів піде на укладення миру з англійцями, що означало б загибель для шотландців як незалежної держави. Через це до Парижа вирушила потужна делегація на чолі з Солісом. На час його відсутності пост Хранителя посів Комін.
У листопаді 1302 року, коли витік термін тимчасового перемир'я, Едуард відклав збір своєї армії до весни. Однак, взимку він відрядив загін під командуванням Джона Сегрейва у розвідку району на захід від Единбурга. Там вони потрапили у засідку. Раптова атака шотландців призвела до тяжкого поранення Сегрейва та, хоча останньому вдалось відступити разом зі своїм загоном, шотландці святкували перемогу. Їхні успіхи, однак, виявились марними, коли у травні 1303 року Філіп офіційно уклав мир з англійцями та при цьому жодним словом не обмовився про долю Королівства Шотландія.
Тепер Едуард I звільнився від тиску як з боку англійської знаті, так і з боку європейських правителів. Зробивши останні приготування, англійський король розпочав чергове вторгнення в середині травня 1303 року. Його військо було розділено на дві частини, командування однією з яких узяв на себе принц Уельський, майбутній король Едуард ІІ. Король вирушив у східному напрямку, а його син вступив до Королівства Шотландія з заходу, але просуванню останнього перешкоджали загони Воллеса. Король Едуард дійшов до Единбурга у червні, а потім пройшов через Лінлітгоу та Стерлінг на Перт. Едуард лишався у Перті до липня, а потім продовжив свій рух через Данді, Монтроз та Брекін на Абердин, куди прибув у серпні. Зрештою, армія короля дійшла до Дамфермлайна, де залишилась зимувати.
На початку 1304 року загони Едуарда змусили хаотично відступати війська Фрейзера та Воллеса. 9 лютого Джон Комін уклав мирну угоду з Едуардом. Перший відмовився безумовно капітулювати, натомість домовився про звільнення полонених з обох сторін, про відмову Едуарда від репресій стосовно шотландців. Також угода передбачала збереження шотландських вольностей і законів, а внесення змін до них мало узгоджуватись з радою шотландської знаті.
Здавалося, що англійський король пробачив усіх очільників боротьби за незалежність, за винятком Вільяма Воллеса, Джоне де Соліса та деяких інших. Втрачені маєтки могли бути повернені власникам за викуп або штраф, розмір яких залежав від ступеню участі такого власника у збройній боротьбі проти Едуарда. Спадкування земель і титулів також не втрачало чинності.
Де Соліс залишився за кордоном, відмовившись здатись. Воллес перебував ще на волі у Королівстві Шотландія, та, на відміну від усіх вельмож та духовенства відмовився сплачувати штраф Едуарду. Останньому потрібно було когось показово покарати, тож він зосередив усю свою ненависть на Воллесі. Едуард оголосив, що допоки Воллес буде опиратись волі короля, ані Джеймс Стюарт, ані де Соліс чи Інгрем де Амфревіль не могли повернутись на батьківщину, тому Комін, Олександр Ліндсі, Девід Грехем та Саймон Фрейзер активували свої сили для пошуку Воллеса.
У травні, усунувши більшість шотландської опозиції, Едуард звернув свою увагу на замок Стерлінг. Замок капітулював за один день, захисників замку було знищено, близько 50 чоловік здались у полон.
Тим часом, поки Роберт Брюс зберігав видиму лояльність до Едуарда, він потай робив кроки для реалізації своїх амбіцій щодо оголення шотландського уряду. 11 червня 1304 року Брюс уклав таємну угоду з Вільямом Ламбертоном, за розірвання якої передбачався штраф у розмірі десяти тисяч фунтів. Хоча обидва діячі вже здались на милість англійців, ця угода передбачала спільні дії щодо набуття шотландцями свободи й незалежності, а тим часом вони мали вичікувати на смерть Едуарда.
Урешті-решт Воллеса було схоплено, доправлено до Лондона, де було засуджено за англійськими законами і страчено 23 серпня 1305 року як зрадника. Його було повішено, а потім четвертовано, його голову розмістили на Лондонському мості. Англійський уряд виставляв його кінцівки у Ньюкаслі, Бервіку, Стерлінгу та Перті.

## Роберт Брюс, король шотландців
15 вересня англійський парламент провів зустріч із представниками Королівства Шотландія з метою вирішення основних проблем між двома країнами. Того часу король Едуард підозрював Роберта Брюса у змові за його спиною. Брюс, як граф Каррік, а нині — 7-й лорд Аннандейл, мав значні володіння як в Королівстві Шотландія, так і в Королівстві Англія, мав усі права на шотландський престол. Проте було цілком зрозуміло, що якщо Брюс займе трон, він кине країну до нової серії війн.
Згодом Брюс уклав таємну угоду з Коміном, за якою останній мав надати допомогу Роберту Брюсу щодо здобуття престолу Королівства Шотландія. Невідомо, з яких причин, але Комін доніс про змову королю Едуарду. Сам Брюс у цей час перебував в англійському суді та, дізнавшись про зраду, негайно втік до Королівства Шотландія.
Брюс приїхав у Дамфріс, де знайшов Коміна. 6 лютого 1306 року у церкві Грейфраєрз останній зустрівся з Брюсом наодинці. Роберт Брюс почав звинувачувати Коміна у зраді, останній це заперечував. Розлючений Брюс вихопив кинджал та завдав удару, хоч і не смертельного. Коміна добили прибічники Брюса Кіркпатрік та Ліндсі. Після цього Брюс усвідомив, що у нього лишилось два шляхи: або стати королем, або тікати. Брюс обрав перший варіант.
Він вирушив до Глазго, де зустрівся з місцевим єпископом, Робертом Вішаром. Останній закликав народ підтримати Брюса як претендента на престол. 25 березня 1306 року Роберт Брюс був коронований королем Шотландії.